# Alophosia azorica
Alophosia azorica és una espècie de molsa de la família Polytrichaceae, l'única del gènere Alophosia, que és present únicament a set de les nou illes Açores, d'on prové el seu epítet botànic. L'espècie es considera gairebé amenaçada (NT, UICN 3.1), a causa de la tendència de reducció d'individus adults i la pressió del creixement d'espais urbans, el turisme i l'efecte climàtic, entra d'altres. Això no obstant, hi ha poblacions dins d'hàbitats protegits.

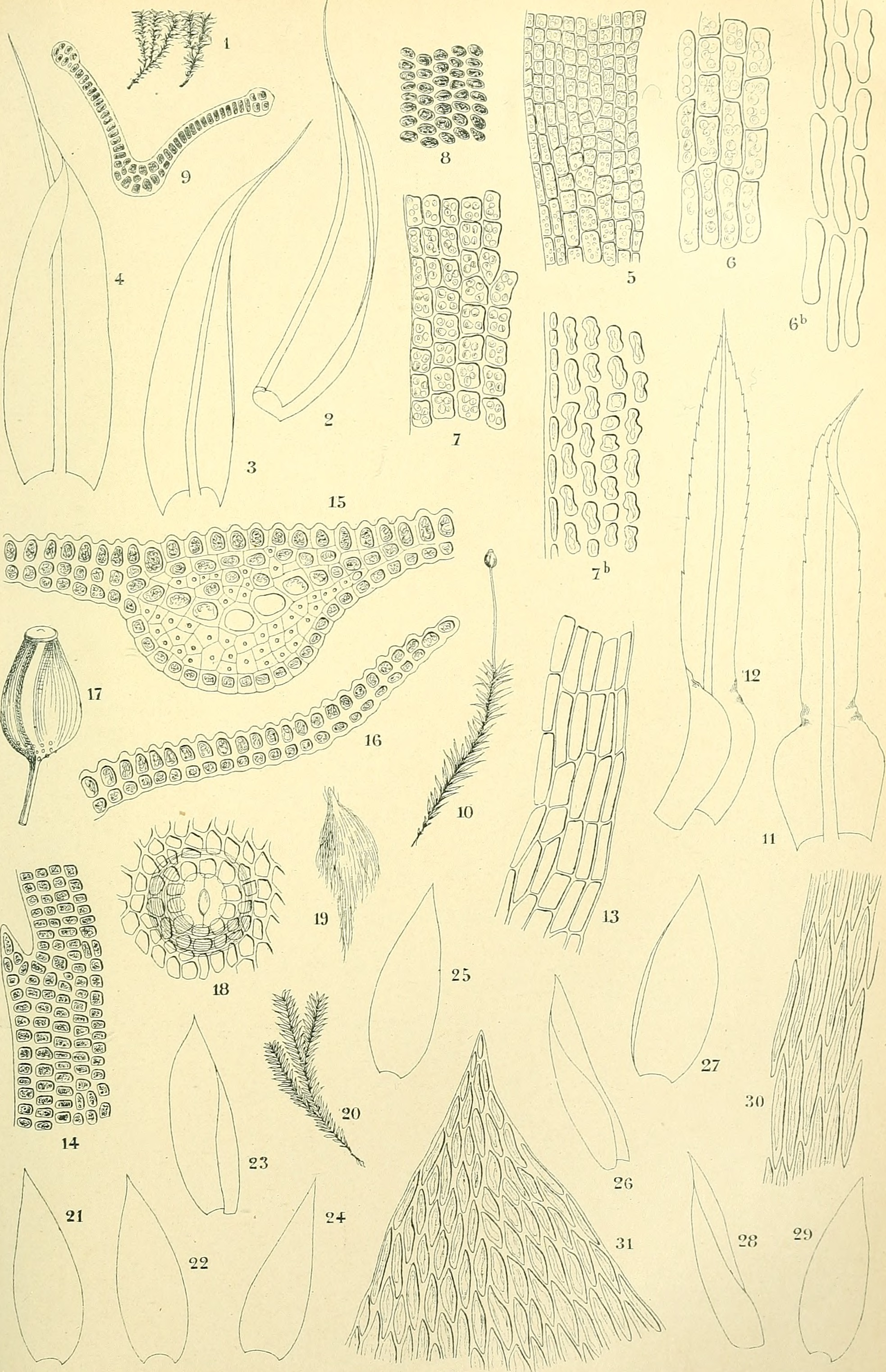
Il·lustració botànica de Grimmia azorica (1-9), Alophosia azorica (10-19) i Lepidopilum virens (20-31), publicada pel biòleg que va descriure l'espècie per primera vegada, Jules Cardot. Elements representats: 10. Planta sencera, a escala natural. 11 i 12. Fulles (13x). 13. Teixit de la part basal de la fulla (270x). 14. Teixit de la part superior de la fulla (270x). 15. Secció transversal del nervi, cap el mig (270x). 16. Secció transversal d'una partie du limbe (270x). 17. Càpsula (9x). 18. Stomate (138x). 19. Coiffe (4x).

## Descripció
Es considera descrita pel botànic francès Jules Cardot el 1905, tot i que el primer registre del nom es va fer com a Lyellia azorica Renault i Card. El nom acceptat actualment és Alophosia azorica Card. Com es pot observar a la figura de la publicació inicial, la fulla no presenta lamel·les adaxials com sí fan tots els gèneres de la familia Polytrichaceae, excepte aquest i Atrichopsis. Filogenèticament, és un dels tres gèneres més basals de la familia, juntament amb Bartramiopsis i Lyellia.